# 藤野義昭
藤野 義昭（ふじの よしあき、1938年8月22日 - ）は、日本の弁護士、政治活動家。北朝鮮に拉致された日本人を救出するための全国協議会（救う会）名誉会長、北朝鮮による拉致と人権問題にとりくむ法律家の会代表共同代表、日本会議北海道本部前議長、2007年夏まで維新政党・新風講師団。

## 来歴・人物
満洲国新京生まれ。1961年中央大学法学部法律学科卒業。会社員生活を経て、1971年に32歳で司法試験合格、司法修習26期、1974年弁護士登録（札幌弁護士会）。
2008年7月3日、佐藤勝巳の後任として救う会代表に選出。7月7日、自民党幹事長経験者加藤紘一が日本BS放送の番組において、「（2002年小泉純一郎総理大臣の訪朝後に一時帰国した）拉致被害者は北朝鮮に戻すべきだった」と発言。今日の日朝交渉停滞の原因を、当時の福田康夫官房長官案から、途中で安倍晋三官房副長官案に切り替えた日本が彼らを北朝鮮に返さなかったことによるとした。また、金正日のことを「あの国では、一種、天皇陛下みたいなポジションの人物ですよね」と述べた。この発言に対し、藤野は救う会代表として抗議をおこなった。